# Rendsborg danske Kirke
Rendsborg danske Kirke er sognekirke for den danske menighed i den tyske by Rendsborg. Menigheden hører under Dansk Kirke i Sydslesvig.
Menigheden blev oprettet i 1946. To år senere fik menigheden en egen præst. Da den danske menighed ikke fik tilladelse til at benytte de lokale sognekirker, måtte de første gudstjenester holdes i en af ejderbyens biografer. Senere oprettedes en lille barakkirke. Den nuværende kirkebygning med cirka 100 siddepladser blev opført i 1966. Arkitekten var Jens Dall. Kirkens orgel er fra 1700-tallet. Den blev indkøbt i 1977. 

## Eksterne links
- Menighedens hjemmeside Arkiveret 27. juni 2015 hos  Wayback Machine